# Бутырки (Михайловский район)
Буты́рки — деревня Грязновского сельского поселения Михайловского района Рязанской области России.

## Общие сведения

### География
Деревня расположена у восточного подножия среднерусской возвышенности на левом берегу реки Прони (приток Оки). На противоположном берегу реки находится д. Половнево.
Деревня находится в 7 км к юго-западу от с. Грязного, в 39 км к югу от Михайлова и в 81 км к юго-западу от г. Рязань.
Высота центра населённого пункта — 180 м над уровнем моря.

### Транспорт
На востоке проходит Московская железная дорога участка Ожерелье — Павелец. Ближайшие станции в 6 км — Лужковская и Волшута.
В 16 км проходит федеральная трасса E 119 M6 Москва — Тамбов — Волгоград — Астрахань.

### Население
| 1859 | 2007 | 2010 |
| ---- | ---- | ---- |
| 276  | ↘4   | ↘2   |

### Климат
Климат умеренно континентальный, характеризующийся тёплым, но неустойчивым летом, умеренно суровой и снежной зимой. Ветровой режим формируется под влиянием циркуляционных факторов климата и физико-географических особенностей местности. Атмосферные осадки определяются главным образом циклонической деятельностью и в течение года распределяются неравномерно.
Согласно статистике ближайшего крупного населённого пункта — г. Рязани, средняя температура января −7.0 °C (днём) / −13.7 °C (ночью), июля +24.2 °C (днём) / +13.9 °C (ночью).
Осадков около 553 мм в год, максимум летом.
Вегетационный период около 180 дней.

## История
Деревня Бутырки относилась к приходу Сергеевской церкви с. Половнево.
С Бутырок началась сельскохозяйственная деятельность С. Н. Худекова: в своём родовом имении он организовал образцовое хозяйство, новации в котором с конца 1880-х годов нередко упоминались в журнале «Сельский хозяин».
В 1859 году деревня относилась к 1-му стану Михайловского уезда.

### Этимология
- от старинного слова бутырки — «отдельное от общего поселения жилье, дом на отшибе».
- у деревни было другое название — Старая Подобреевка[5].